# Bratunac
Bratunac (Братунац) är en stad i Republika Srpska i Bosnien och Hercegovina. Bratunac, som för första gången nämns i ett dokument från år 1381, hade 21 619 invånare år 2013. Bratunac är beläget omkring 5 km från Srebrenica.